# Gopen, Hälsingland
Gopen är en sjö i Bollnäs kommun i Hälsingland och ingår i Hamrångeåns huvudavrinningsområde. Sjön är 11 meter djup, har en yta på 1,79 kvadratkilometer och är belägen 282,2 meter över havet. Gopen ligger i Myrsjömyrorna Natura 2000-område. Sjön avvattnas av vattendraget Hamrångeån. Vid provfiske har abborre, gers, gädda och mört fångats i sjön.

## Delavrinningsområde
Gopen ingår i det delavrinningsområde (677541-153397) som SMHI kallar för Utloppet av Gopen. Medelhöjden är 294 meter över havet och ytan är 8,08 kvadratkilometer. Det finns ett avrinningsområde uppströms, och räknas det in blir den ackumulerade arean 17,33 kvadratkilometer. Avrinningsområdets utflöde Hamrångeån mynnar i havet. Avrinningsområdet består mestadels av skog (60 procent). Avrinningsområdet har 1,76 kvadratkilometer vattenytor vilket ger det en sjöprocent på 21,7 procent.